# Andrea Pecile
Andrea Pecile, né le 30 mars 1980 à Trieste, en Italie, est un joueur italien de basket-ball, évoluant au poste de meneur. 